# ベタウィ語
ベタウィ語 もしくはブタウィ語 (Basè Betawi)は、オランダの植民地となったバタヴィア（ジャカルタの植民地時代の名称）に、17世紀ごろから東南アジア各地から労働力として集められた人々の末裔によって話されている言語。
集められた人々（バタヴィアの発展により、自主的に集まって来た人もいた）はインドやビルマ、スラウェシ島やバリ、あるいは周辺のジャワ人やスンダ人など様々であり、混血が進み現在に至っている。当時のこの地域の共通語であったマレー語に、それぞれの民族の言語、西洋語、中国語、周辺のジャワ語やスンダ語などが加えられ、今のベタウィ語になったと考えられる。
彼らの言語及び文化はスンダ人やジャワ人のものとは明確に異なっており、独自の民族としてのアイデンティティを持つ。宗教はイスラム教徒が多い。
首都ジャカルタで使われるベタウィ語はインドネシア語にも流入しジャカルタ弁になっているが、一部の言葉はテレビ放送の普及によりインドネシア全土で使われるようになってきている。

## 言語名別称
- ブタウィ語
- Batavi
- Batawi
- Betawi Malay
- Jakarta Malay
- Melayu Jakarte

## 発音

### 母音
|                    | 前舌母音 | 中舌母音 | 後舌母音 |
| ------------------ | -------- | -------- | -------- |
| 狭母音             | i ɪ      |          | ʊ u      |
| 半狭母音、中央母音 | e        | ə        | o        |
| 広母音             | ɛ        | a        | ɔ        |

### 子音
|                           |                           | 両唇音 | 歯茎音 | 舌背音 | 舌背音 | 声門音 |
| 硬口蓋音                  | 軟口蓋音                  | 両唇音 | 歯茎音 |        |        | 声門音 |
| ------------------------- | ------------------------- | ------ | ------ | ------ | ------ | ------ |
| 破裂音                    | 無声音                    | p      | t      |        | k      | ʔ      |
| 破裂音                    | 有声音                    | b      | d      |        | g      |        |
| 摩擦音                    | 摩擦音                    | f      | s      |        |        | h      |
| 破擦音                    | 無声音                    |        |        | c [t͡ʃ] |        |        |
| 破擦音                    | 有声音                    |        |        | j [d͡ʒ] |        |        |
| 鼻音                      | 鼻音                      | m      | n      | ñ [ɲ]  | ng [ŋ] |        |
| 流音                      | 流音                      |        | l      |        |        |        |
| ふるえ音 （震音、顫動音） | ふるえ音 （震音、顫動音） |        | r      |        |        |        |
| 半母音                    | 半母音                    | w      |        | y [j]  |        |        |